# 平井常次郎
平井 常次郎（ひらい つねじろう、1898年6月13日 - 1989年11月12日）は、日本の実業家。朝日放送元社長。

## 経歴・人物
大阪府大阪市出身。1919年に大阪高等商業学校を卒業。朝日新聞大阪本社で社会部長、編集局次長などを歴任し、1951年に3月朝日放送に移り、専務に就任し、1959年6月に副社長を経て、1968年6月から1971年5月までに社長を、1979年6月から1983年6月までに会長をそれぞれ務めた。1964年に藍綬褒章を受章し、1970年11月に勲二等瑞宝章を受章した。また、大阪日伊協会会長を務めるなど日本とイタリアの親善交流に尽力し、その功績により、1974年にイタリア政府から勲二等イタリア政府功労章を受章した。
1989年11月12日肺炎のために大阪市の国立大阪病院で死去。91歳没。
著書に「マイクのたわごと」がある。